# Friederike Weymar
Friederike Weymar (* 1981 in Bremen) ist eine deutsche Filmeditorin.
Friederike Weymar wurde von 2004 bis 2006 beim NDR zur Filmeditorin ausgebildet. Schon während dieser Zeit war sie als Schnitt-Assistentin tätig, unter anderem bei Am Tag als Bobby Ewing starb (2005). Nach ihrer Ausbildung wurde sie für die Bremedia Produktion tätig, sie wirkte bei zahlreichen Tatort-Folgen mit.
Weymar ist Mitglied im Bundesverband Filmschnitt Editor (BFS).

## Filmografie (Auswahl)
- 2009: Die Bremer Stadtmusikanten
- 2009: Tatort: Tote Männer
- 2011: Nils Holgerssons wunderbare Reise
- 2012: Zum Kuckuck mit der Liebe
- 2013: Tatort: Er wird töten
- 2014: Ohne Dich
- 2014: Tatort: Brüder
- 2014: Tatort: Alle meine Jungs
- 2014: Von einem, der auszog, das Fürchten zu lernen
- 2015: Tatort: Die Wiederkehr
- 2015: Tatort: Wer Wind erntet, sät Sturm!
- 2016: Tatort: Der hundertste Affe
- 2016: Tatort: Echolot
- 2017: Tatort: Nachtsicht
- 2017: Tatort: Zurück ins Licht
- 2017: Tatort: Dein Name sei Harbinger
- 2018: Tatort: Im toten Winkel
- 2018: Tatort: Blut
- 2019: Tatort: Wo ist nur mein Schatz geblieben?
- 2019: Der Auftrag
- 2019: Tatort: Das Leben nach dem Tod
- 2021: Tatort: Und immer gewinnt die Nacht
- 2022: Schneller als die Angst (Miniserie)
- 2022: Lost in Fuseta – Ein Krimi aus Portugal
- 2023: Eine Billion Dollar (Fernsehserie)
- 2024: Bach – Ein Weihnachtswunder (Fernsehfilm)
- 2025: Der Geier – Freund oder Feind (Fernsehreihe)